# KOHD
KOHD（コウダイ）は、日本の音楽プロデューサー・作曲家・編曲家。滋賀県出身。エレクトロニック・ユニット、XYLÖZ（シロ）のプロデューサー／DJ、Who-ya ExtendedのLIVEサポートメンバーとしてギタリスト、キーボーディスト、マニピュレーターとして参加。

## 概要
2020年、agehaspringsへ加入。クラブDJの経験で培った表現力と、ギター、ベース、キーボード等の楽器遍歴を併せ持つ。
エレクトロニック・ダンス・ミュージックのトラックメイキングから、生演奏を含むバンドサウンド・ディレクションまで縦横無尽な音像監修を得意とする。これまでに稲葉浩志、あいみょん、Aimer、幾田りら、milet、JUJU、二宮和也、Awesome City Clubなどの作品に参加。
。

## ディスコグラフィー

### 参加・プロデュース作品
|                          | 発売日         | アーティスト           | タイトル                                               | 内容                                                                                              | 規格                        |
| ------------------------ | -------------- | ---------------------- | ------------------------------------------------------ | ------------------------------------------------------------------------------------------------- | --------------------------- |
| アルバム                 | 2020年10月11日 | ミライスカート+        | C3Tones                                                | 収録曲『きょうのゆめ』のMIX・編曲を担当                                                           | CD、 デジタル・ダウンロード |
| シングル                 | 2020年10月16日 | ぜったくん             | Midnight Call feat.kojikoji                            | 編曲(共同)を担当                                                                                  | デジタル・ダウンロード      |
| EP                       | 2020年11月27日 | 神はサイコロを振らない | 文化的特異点                                           | 収録曲『遺言状』の編曲を担当                                                                      | CD、デジタル・ダウンロード  |
| シングル                 | 2020年11月30日 | ももいろクローバーZ    | PLAY!                                                  | 作曲・編曲を担当。ももいろクローバーZの視聴者参加型配信ライブのテーマ曲                           | デジタル・ダウンロード      |
| シングル                 | 2021年3月9日   | 幾田りら               | Answer                                                 | 編曲を担当。東京海上日動あんしん生命のCMソング                                                    | デジタル・ダウンロード      |
| シングル                 | 2021年3月27日  | Sifar                  | Naked                                                  | 作詞・作曲・編曲・Mix・Masteringを担当                                                            | デジタル・ダウンロード      |
| アルバム                 | 2021年04月14日 | Aimer                  | Walpurgis                                              | 収録曲『hollow-mas』の編曲(共同)とProgramming & All Instrumentsを担当                             | CD、デジタル・ダウンロード  |
| シングル                 | 2021年5月28日  | Ayumu Imazu            | 浮遊夢                                                 | 編曲(共同)を担当                                                                                  | デジタル・ダウンロード      |
| シングル                 | 2021年08月4日  | milet                  | Ordinary days                                          | 編曲(共同)を担当。日本テレビ系水曜ドラマ『ハコヅメ～たたかう！交番女子～』主題歌                  | CD、デジタル・ダウンロード  |
| シングル                 | 2021年08月4日  | 仮谷せいら             | HOME                                                   | 編曲(共同)を担当。                                                                                | デジタル・ダウンロード      |
| シングル                 | 2021年9月15日  | れん                   | 嫌いになれない                                         | 編曲を担当。                                                                                      | デジタル・ダウンロード      |
| シングル                 | 2021年11月10日 | JUJU                   | こたえあわせ                                           | 編曲(共同)を担当。日本テレビ系水曜ドラマ『恋です！～ヤンキー君と白杖ガール～』主題歌              | CD、デジタル・ダウンロード  |
| シングル                 | 2021年11月24日 | 松本千夏               | さえたろう                                             | 編曲(共同)を担当。                                                                                | デジタル・ダウンロード      |
| アルバム                 | 2021年12月1日  | WurtS                  | ワンス・アポン・ア・リバイバル                         | 収録曲『サンタガール feat. にしな』の編曲を担当。                                                 | CD・デジタル・ダウンロード  |
| シングル                 | 2021年12月8日  | りゅうと               | 20                                                     | 編曲を担当。                                                                                      | デジタル・ダウンロード      |
| EP                       | 2022年1月8日   | NightOwl               | 不完全な夜でも                                         | 収録曲『Living my day』の編曲を担当。                                                             | CD・デジタル・ダウンロード  |
| アルバム                 | 2022年01月26日 | Aimer                  | 星の消えた夜に                                         | 収録曲『トリル - starless night ver-』の編曲とProgramming & All Instrumentsを担当                 | CD、デジタル・ダウンロード  |
| YouTube                  | 2022年6月1日   | 幾田りら               | レンズ / THE FIRST TAKE                                | 編曲とProgramming & All Instrumentsを担当                                                         | YouTube                     |
| シングル                 | 2022年6月14日  | 幾田りら               | レンズ                                                 | 編曲とProgramming & All Instrumentsを担当                                                         | デジタル・ダウンロード      |
| アルバム                 | 2022年06月15日 | 仮谷せいら             | ALWAYS FLASH                                           | 収録曲『Midnight TV』の編曲を担当                                                                 | CD、デジタル・ダウンロード  |
| アルバム                 | 2022年06月17日 | 二宮和也               | ○○と二宮と                                             | 収録曲『廊下を走るな』の編曲(共同)を担当                                                          | CD、デジタル・ダウンロード  |
| アルバム                 | 2022年06月29日 | ゆず                   | SEES                                                   | 収録曲『君を想う』の編曲(共同)・MIXと『Endroll～SEES～』の編曲・Rec&Mixを担当                     | CD、デジタル・ダウンロード  |
| シングル                 | 2022年7月27日  | KERENMI                | ふぞろい feat. Tani Yuuki & ひとみ from あたらよ       | 編曲(共同)を担当                                                                                  | デジタル・ダウンロード      |
| アルバム                 | 2022年8月17日  | あいみょん             | 瞳へ落ちるよレコード                                   | 収録曲『神秘の領域へ』のプログラミング(共同)を担当                                                | CD、デジタル・ダウンロード  |
| EP                       | 2022年8月24日  | NightOwl               | ヨルニトケル                                           | 収録曲『Night Cruising』の作詞・作曲・編曲を担当                                                  | デジタル・ダウンロード      |
| アルバム                 | 2022年8月31日  | yama                   | Versus the night                                       | 収録曲『存在証明』の編曲を担当                                                                    | CD・デジタル・ダウンロード  |
| シングル                 | 2022年11月2日  | Awesome City Club      | ユメユメユメ                                           | 編曲(共同)を担当                                                                                  | デジタル・ダウンロード      |
| シングル                 | 2022年11月20日 | 幾田りら               | JUMP                                                   | 編曲(共同)を担当 フジテレビ系「FIFAワールドカップ カタール2022」番組公式テーマソング              | デジタル・ダウンロード      |
| デジタルEP               | 2022年11月30日 | Pii                    | Baby Pink                                              | 編曲(共同)を担当 *Pii (Awesome City Club 「PORIN」のソロ名義)                                     | デジタル・ダウンロード      |
| シングル                 | 2022年12月28日 | KERENMI                | TOKYO 君が everything feat. キタニタツヤ ＆ クボタカイ | 編曲(共同)を担当                                                                                  | デジタル・ダウンロード      |
| デジタルリリース         | 2023年01月28日 | 稲葉浩志               | BANTAM                                                 | 編曲(共同)を担当                                                                                  | デジタル・ダウンロード      |
| アルバム                 | 2023年2月1日   | Uru                    | コントラスト                                           | 収録曲『恋』の編曲を担当                                                                          | CD、デジタル・ダウンロード  |
| シングル                 | 2023年2月3日   | KERENMI                | boy feat. asmi & imase                                 | 編曲(共同)を担当                                                                                  | デジタル・ダウンロード      |
| アルバム                 | 2023年2月15日  | HIROBA                 | HIROBA                                                 | 収録曲『ふたたび』の編曲を担当 *水野良樹の変名プロジェクト                                        | CD、デジタル・ダウンロード  |
| アルバム                 | 2023年03月08日 | 幾田りら               | Sketch                                                 | 収録曲『Answer』『JUMP』『レンズ』『レンズ – From THE FIRST TAKE』の編曲を担当                    | CD、デジタル・ダウンロード  |
| シングル                 | 2023年3月8日   | Awesome City Club      | Talkin’ Talkin’                                        | 編曲(共同)を担当                                                                                  | デジタル・ダウンロード      |
| シングル                 | 2023年3月8日   | こはならむ             | 数センチメンタル                                       | 編曲(共同)、Mixを担当 TVアニメ「僕の心のヤバイやつ」第1期エンディングテーマ                       | デジタル・ダウンロード      |
| シングル                 | 2023年3月15日  | JUJU                   | Bet On Me                                              | 編曲(共同)を担当                                                                                  | CD、デジタル・ダウンロード  |
| シングル                 | 2023年04月19日 | Awesome City Club      | アイオライト                                           | 収録曲『アイオライト』の編曲を担当。TBS系火曜ドラマ『王様に捧ぐ薬指』挿入歌。                     | CD、デジタル・ダウンロード  |
| シングル                 | 2023年05月24日 | wacci                  | リバイバル feat. asmi                                  | 編曲を担当フジテレビ系『めざましどようび』テーマソング                                            | デジタル・ダウンロード      |
| シングル                 | 2023年06月7日  | あいみょん             | 愛の花                                                 | 編曲を担当。NHK 2023年度前期 連続テレビ小説『らんまん』の主題歌                                   | デジタル・ダウンロード      |
| デジタルリリース         | 2023年7月1日   | KERENMI ＆ あたらよ    | ただ好きと言えたら                                     | 編曲を担当。映画『交換ウソ日記』主題歌。                                                          | デジタル・ダウンロード      |
| シングル                 | 2023年07月26日 | トゲナシトゲアリ       | 名もなき何もかも                                       | 収録曲『偽りの理』の作詞・作曲・編曲を担当                                                        | デジタル・ダウンロード      |
| アルバム                 | 2023年08月18日 | Mori Calliope          | JIGOKU 6                                               | 収録曲『Black Sheep』の作曲・編曲(共同)・Mixを担当                                                | CD、デジタル・ダウンロード  |
| アルバム                 | 2023年08月23日 | あたらよ               | 季億の箱                                               | 収録曲『ただ好きと言えたら』の編曲を担当                                                          | CD、デジタル・ダウンロード  |
| シングル                 | 2023年08月23日 | Little Glee Monster    | 今この瞬間を                                           | 編曲を担当                                                                                        | CD、デジタル・ダウンロード  |
| シングル                 | 2023年08月30日 | トゲナシトゲアリ       | 気鬱、白濁す                                           | 編曲を担当                                                                                        | デジタル・ダウンロード      |
| デジタルリリース         | 2023年10月4日  | WurtS                  | BACK                                                   | 収録曲『Back』の編曲を担当                                                                        | デジタル・ダウンロード      |
| シングル                 | 2023年10月11日 | JUJU                   | なごり雪 / あゝ無情                                    | 収録曲『あゝ無情』の編曲に参加                                                                    | デジタル・ダウンロード      |
| アルバム                 | 2023年11月1日  | JUJU                   | スナックJUJU ～夜のRequest～『帰ってきたママ』         | 収録曲『あゝ無情』の編曲を担当                                                                    | デジタル・ダウンロード      |
| シングル                 | 2023年11月15日 | KERENMI                | ケタタマ feat. Mori Calliope                           | 収録曲『ケタタマ feat. Mori Calliope』の編曲を担当                                                | デジタル・ダウンロード      |
| シングル                 | 2024年1月8日   | こはならむ             | 恋してる自分すら愛せるんだ                             | 編曲(共同)、Mixを担当 TVアニメ「僕の心のヤバイやつ」第2期エンディングテーマ                       | デジタル・ダウンロード      |
| シングル                 | 2024年1月15日  | Awesome City Club      | ヒカリ                                                 | 編曲(共同)を担当 日本テレビ系2024年1月期水曜ドラマ「となりのナースエイド」主題歌                  | デジタル・ダウンロード      |
| アルバム                 | 2024年1月22日  | Anna                   | アルストロメリア                                       | 収録曲『あなたと』『チーズタルト』のサウンドプロデュース、編曲を担当                              | デジタル・ダウンロード      |
| アルバム                 | 2024年1月31日  | Mr.ふぉるて            | 音生 -onsei-                                           | 収録曲『明晰夢』のサウンドプロデュース、編曲を担当                                                | CD、デジタル・ダウンロード  |
| コンピレーションアルバム | 2024年2月14日  | Awesome City Club      | いきものがかりmeets                                    | 収録曲『花は桜 君は美し』のサウンドプロデュース(共同)、編曲(共同)を担当                           | デジタル・ダウンロード      |
| シングル                 | 2024年4月25日  | Mori Calliope×AI       | タイド                                                 | 編曲(共同)、コーラス歌唱(共同)を担当                                                              | デジタル・ダウンロード      |
| シングル                 | 2024年5月6日   | KERENMI                | 世界 feat. Moto from Chilli Beans. & Who-ya Extended   | 編曲(共同)を担当 VEZEL CMタイアップ                                                               | デジタル・ダウンロード      |
| シングル                 | 2024年5月10日  | れん                   | 泡沫雪                                                 | 編曲を担当                                                                                        | デジタル・ダウンロード      |
| シングル                 | 2024年5月22日  | いきものがかり         | 運命ちゃん                                             | 編曲(共同)を担当 TVアニメ「夜桜さんちの大作戦」オープニングテーマ                                 | デジタル・ダウンロード      |
| 先行シングル             | 2024年6月1日   | 稲葉浩志               | NOW                                                    | コーラス歌唱(共同)を担当                                                                          | CD、デジタル・ダウンロード  |
| シングル                 | 2024年7月9日   | THE BEAT GARDEN        | わたし                                                 | サウンドプロデュース、編曲を担当 カンテレ・フジテレビ系 火ドラ★イレブン「あの子の子ども」主題歌に | デジタル・ダウンロード      |
| アルバム                 | 2024年10月2日  | 藤原大祐               | pocket beats                                           | 収録曲『ぽけっとびーと』『Lonely』の編曲を担当                                                    | CD、デジタル・ダウンロード  |
| シングル                 | 2024年10月30日 | チ・チャンウク         | SHINY TRIP                                             | 編曲を担当                                                                                        | デジタル・ダウンロード      |
| シングル                 | 2024年11月13日 | 石崎ひゅーい           | Sunny Days                                             | 編曲を担当 セブン銀行連続ミニチュアドラマCM「第0会議室」CMソング                                  | デジタル・ダウンロード      |
| アルバム                 | 2024年11月20日 | KERENMI                | interchange                                            | 収録曲『RE:interchange feat. KOHD』の作曲・編曲（共同）、Mixを担当 その他複数編曲にて参加         | CD、デジタル・ダウンロード  |
| シングル                 | 2025年1月10日  | 幾田りら               | 百花繚乱                                               | 編曲を担当 TVアニメ「薬屋のひとりごと」第2期オープニング・テーマ                                  | デジタル・ダウンロード      |
| シングル                 | 2025年1月24日  | レイニ                 | ラストレター                                           | 編曲(共同)を担当 日本テレビ系ドラマ「相続探偵」の主題歌                                           | デジタル・ダウンロード      |
| アルバム                 | 2025年3月10日  | JUJU                   | The Water                                              | 収録曲『愛の嘘』の編曲を担当 その他『こたえあわせ』『Bet On Me』の編曲も共同にて担当。            | CD、デジタル・ダウンロード  |
| シングル                 | 2025年3月26日  | THE BEAT GARDEN        | Happy Ender                                            | サウンドプロデュース、編曲を担当                                                                  | デジタル・ダウンロード      |
| シングル                 | 2025年4月4日   | Uru                    | フィラメント                                           | サウンドプロデュース、編曲を担当 映画「おいしくて泣くとき」主題歌                                 | デジタル・ダウンロード      |
| シングル                 | 2025年4月14日  | 石崎ひゅーい           | HERO                                                   | 編曲を担当 4月クール新ドラマ「いつか、ヒーロー」主題歌                                            | デジタル・ダウンロード      |
| シングル                 | 2025年5月7日   | Awesome City Club      | 深海                                                   | 編曲を担当                                                                                        | デジタル・ダウンロード      |
| シングル                 | 2025年5月14日  | Who-ya Extended        | Aufheben                                               | 収録曲「Re:Call」「ALONENESS」の楽曲制作に参加                                                    | CD、デジタル・ダウンロード  |
| シングル                 | 2025年5月23日  | Eve                    | feel like                                              | 編曲(共同)を担当                                                                                  | デジタル・ダウンロード      |
| シングル                 | 2025年5月28日  | Mumeixxx               | 愛論理                                                 | サウンドプロデュース、編曲を担当                                                                  | デジタル・ダウンロード      |

## CM音楽・BGM
|     | 公開日         | タイトル                                                                                                 | 内容                   |
| --- | -------------- | --- | ---------------------- |
| CM  | 2021年3月5日   | SEIKOの新しい企業CF『TIME IT 競泳篇』                                                                    | 作曲・編曲を担当       |
| CM  | 2021年5月24日  | ohora Japan official web movie                                                                           | 作曲・編曲を担当       |
| BGM | 2021年11月8日  | 横浜DeNAベイスターズ「オフィシャルパフォーマンスチーム『diana』2022年メンバー募集オーディション！」Movie | 作曲・編曲を担当       |
| BGM | 2022年10月3日  | 横浜DeNAベイスターズ「オフィシャルパフォーマンスチーム『diana』2023年メンバー募集オーディション！」Movie | 作曲・編曲を担当       |
| CM  | 2023年11月26日 | 代々木アニメーション学院 CM「代アニのうた」篇                                                            | 作曲・編曲(共同)を担当 |

## 劇伴
|          | 発売日        | 作品タイトル         | 内容                         | 規格                        |
| -------- | ------------- | -------------------- | ---------------------------- | --------------------------- |
| アルバム | 2024年9月11日 | ガールズバンドクライ | 収録曲30曲の作曲・編曲を担当 | CD、 デジタル・ダウンロード |

## テレビ
| 放送期間       | 放送時間      | 番組名             | 放送局     | 対象地域 | 備考                                           |
| -------------- | ------------- | ------------------ | ---------- | -------- | ---------------------------------------------- |
| 2022年11月10日 | 23:00 - 23:55 | 関ジャム完全燃SHOW | テレビ朝日 | 日本     | スキマスイッチ大橋卓弥、作詞家・zoppと共に出演 |
| 2023年5月4日   | 26:25 - 27:25 | BUZZシンガー       | フジテレビ | 日本     | 澤部佑（ハライチ）、ねおと共に出演             |
| 2025年4月20日  | 23:30 - 24:25 | EIGHT-JAM          | テレビ朝日 | 日本     | 本間昭光、川谷絵音、GRPと共に出演              |